# Vilém starší z Valdštejna
Vilém starší z Valdštejna, také z Waldsteinu (německy Wilhelm 'der Ältere' Freiherr von Waldstein zu Stepanicz und Jaworek; 5. ledna 1475 Turnov – 1557) byl český šlechtic z rodu Valdštejnů, svobodný pán na Lomnici, Javorku a Štěpanicích.

## Původ a život

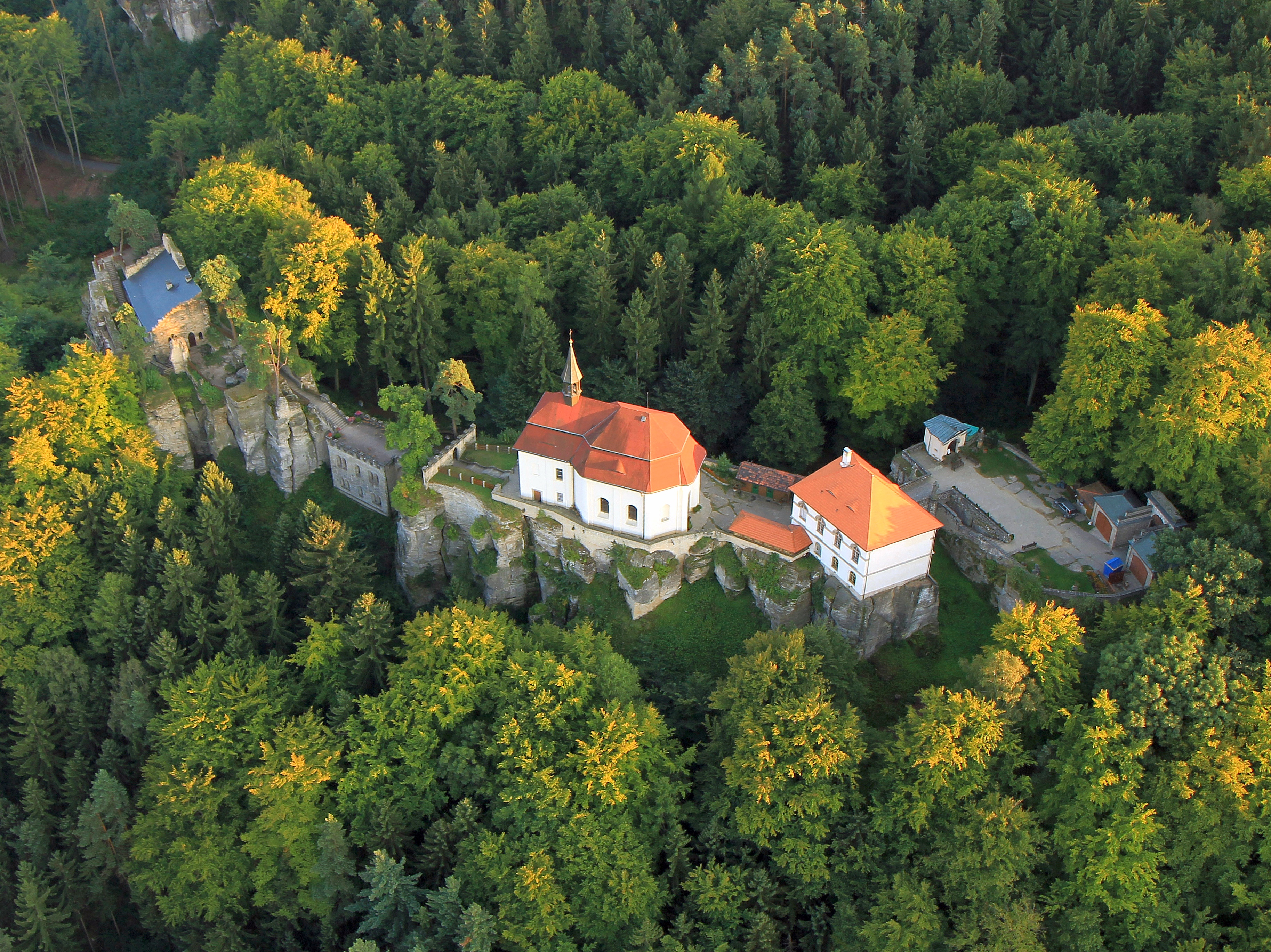
Hrad Valdštejn

Narodil se jako syn Jana Skalského z Valdštejna († 29. července 1506) a jeho manželky Anny Švihovské z Rýzmberka, dcery Viléma V. „Přísného“ Švihovského z Rýzmberka a Skanky (Scholastiky) ze Žerotína. Byl vnukem Jindřicha z Valdštejna a Alžběty z Kováně († kolem 1478), dcery Sulka z Kováně. Měl bratry Jiřího († 1533) a Zdeňka z Valdštejna († 29. srpna 1525 Hostinné).
Vilém z Valdštejna založil lomnickou linii (pozdější hrádeckou), která existuje dodnes. Byl hejtmanem Hradeckého kraje a zemřel v roce 1557 ve věku 81 let.
Jeho vnuk Adam z Valdštejna (1570–1638) byl nejvyšší zemský sudí a nejvyšší zemský hofmistr Království českého a stal se prvním říšským hrabětem z Valdštejna.

## Majetek
Hlavním sídlem rodiny se stala Lomnice, zatímco štěpanický hrad chátral.

## Manželství a potomstvo
Vilém z Valdštejna byl dvakrát ženat, jeho první manželkou byla Anežka z Zinzendorfu, dcera Kryštofa II. z Zinzendorfu († 1539) a Žofie z Pottendorfu. Toto manželství zůstalo bezdětné.
Jeho druhou manželkou byla Apolonie Černčická († 1562), dcera Jana Černčického a Magdaleny Žehušické z Nestajova. Manželé měli sedm dětí:  
- Jan mladší (asi 1500 – 15. června 1576), svobodný pán z Valdštejna-Peruce, Komorního Hrádku, Štěpanic, Lovosic, nejvyšší soudce v Čechách, místodržitel, ženatý I. s paní Marii Alžbětou Krajířovou z Krajku († 24. dubna 1565), II. s Magdalenou z Vartenberka († 1592) a měl s ní dva syny:
  - Adam z Valdštejna (1570–1638), první říšský hrabě z Valdštejna
- Bedřich z Valdštejna (asi 1502 – 13. července 1569), ženatý 1555 s Maxmilianou z Fraunberg-Haagu († 14. září 1559); bezdětný
- Václav z Valdštejna (asi 1508 – 20. srpna 1579), hejtman Hradeckého kraje, ženatý s paní Alžbětou z Martinic († 14. února 1605)
- Zdeněk (asi 1530 – 30. března 1574 na mor v Praze), ženatý s hraběnkou Marií z Martinic (asi 1530 – asi 17. ledna 1606)